# JUST PDF
JUST PDF（ジャスト ピーディーエフ）は、ジャストシステムが販売するPDF作成・編集ソフトの名称である。

## 概要・歴史
- 2002年10月 -「Justsystem PDF Creator」発売。
- 2006年2月 -「Justsystem PDF Suite」発売。
- 2008年3月 -「JUST PDF」シリーズの「オールインワンパック」以外の5製品が発売される。
- 2009年2月 -「JUST PDF」シリーズの「オールインワンパック」が追加発売される。
- 2010年
  - 5月 -「JUST PDF 2」シリーズの「作成・編集」・「作成・データ変換」が法人向けライセンス商品として発売される。
  - 7月 -「JUST PDF」シリーズの「オールインワンパック」以外の5製品について、これらをあわせて20,000本限定の割得キャンペーン版をリリース。機能は旧来のものと同一。
- 2011年2月10日 -「JUST PDF 2」シリーズが個人向け商品として4(+1)製品発売される。「作成・高度編集・データ変換」・「作成・編集・データ変換」が法人向けライセンス商品として追加発売される。
- 2013年
  - 2月28日 -「JUST PDF 3」シリーズが法人向けライセンス商品として発売される。
  - 3月8日-「JUST PDF 3」シリーズが個人向け商品として発売される。
- 2018年12月14日 -「JUST PDF 4」シリーズが法人向けライセンス商品として発売される。
- 2019年2月8日 -「JUST PDF 4」シリーズの「作成・編集」が「一太郎2019 スーパープレミアム / プレミアム」に同梱される形で個人向けに発売される。
- 2020年
  - 2月7日 -「JUST PDF 4」シリーズの「作成・編集・データ変換」が「一太郎2020 プラチナ[35周年記念版] 」に同梱される形で個人向けに発売される。
  - 3月19日 -「JUST PDF 4」シリーズが個人向け商品として発売される。
- 2021年9月24日 -「JUST PDF 5」シリーズが法人向けライセンス商品として発売される。
- 2022年
  - 2月10日 -「JUST PDF 5」シリーズの「作成・編集・データ変換」が「一太郎2022 プラチナ」に同梱される形で個人向けに発売される。
  - 3月17日 -「JUST PDF 5」シリーズが個人向け商品として発売される。
- 2024年10月25日 - 「JUST PDF 6」シリーズが個人向け商品および法人向けライセンス商品として発売される。64bitネイティブ化したため、Windows 10 32bit（x86）環境は動作保証外になり、インストールすることは出来なくなった。

## ラインナップ

### 「JUST PDF 6」シリーズ
作成・編集/編集Proはジャストシステム自社開発製品。データ変換はロシアABBYY製「ABBYY FineReader Engine」の変換エンジンを使用したジャストシステム自社開発製品。
全て64ビット版Windowsが必須。
JUST PDF 6 Pro
作成・データ変換・編集Pro
JUST PDF 6
作成・データ変換・編集

### 「JUST PDF 5」シリーズ
作成・編集/編集Proはジャストシステム自社開発製品。データ変換はロシアABBYY製「ABBYY FineReader Engine」の変換エンジンを使用したジャストシステム自社開発製品。
データ変換のみ64ビット版Windowsが必須。
JUST PDF 5 Pro
作成・データ変換・編集Pro・印鑑用フォント12書体
JUST PDF 5
作成・データ変換・編集
個人向けにはJUST PDF 5単体販売より先行して「一太郎2022 プラチナ」に同梱された。

### 「JUST PDF 4」シリーズ
作成・編集・編集プラスはジャストシステムの自社開発製品。高度編集は台湾ZEONCorporation製の「Gaaiho PDF シリーズ」がベースとなっている。データ変換はロシアABBYY製「ABBYY FineReader Engine」の変換エンジンを使用したジャストシステムの自社開発製品。

#### 個人向け商品
作成・高度編集・データ変換
作成・編集・データ変換
作成
データ変換
作成・編集

#### 法人向けライセンス商品
作成・高度編集・データ変換
作成・編集・データ変換
作成・編集
作成・データ変換
作成・編集プラス

### 「JUST PDF 3」シリーズ
作成・編集はジャストシステムの自社開発製品。高度編集はニュアンスコミュニケーションズジャパン製の「PDF Editシリーズ」がベースとなっている。データ変換はクロスランゲージ製の「Cross OCR」がベースとなっている。

#### 個人向け商品
作成・高度編集・データ変換
作成・編集・データ変換
作成
データ変換
作成・編集

#### 法人向けライセンス商品
作成・高度編集・データ変換
作成・編集・データ変換
作成・編集
作成・データ変換
作成・編集プラス
「作成・編集」に文字編集の機能が追加された、単体販売されない特別エディション。

### 「JUST PDF 2」シリーズ
作成・編集・高度編集はニュアンスコミュニケーションズジャパン製の「PDF Editシリーズ」がベースとなっている。データ変換はクロスランゲージ製の「Cross OCR」がベースとなっている。

#### 個人向け商品
作成・高度編集・データ変換
作成・編集・データ変換
作成
データ変換
作成・編集

#### 法人向けライセンス商品
作成・高度編集・データ変換
作成・編集・データ変換
作成・編集
作成・データ変換

### 「JUST PDF」シリーズ
作成・編集・高度編集はニュアンスコミュニケーションズジャパン製の「PDF Editシリーズ」がベースとなっている。
データ変換はクロスランゲージ製の「Cross OCR」がベースとなっている。
作成
PDFファイルの作成機能のみ。
データ変換
PDFと他形式とのデータ変換機能のみ。
作成・データ変換
「作成」「データ変換」をまとめたもの。
作成・編集
「作成」と同等のPDF作成機能と、ページ単位での編集が可能。
JUST Suiteにも搭載されている。
作成・高度編集
「作成」と同等のPDF作成機能と、文字・画像の編集が可能。
オールインワンパック
「作成・高度編集」「データ変換」をまとめたもの。

### Justsystem PDF Suite
PDFファイル作成機能を有するPDF Creatorと編集機能を有するPDF Editorのスイート。開発はGlobal Graphics Software （Jaws PDF）、ジャストシステム。

### Justsystem PDF Creator
PDFファイル作成機能のみを有するAdobe Acrobat Distillerの代替製品。開発はGlobal Graphics Software （Jaws PDF）、ジャストシステム。